# 瓦尔迪兹 (阿拉斯加州)
瓦尔迪兹（英語：Valdez，阿鲁提克语：Suacit），是美国阿拉斯加州的一座城市。该市的人口在2000年为4036人，2010年有3976人。人口在阿拉斯加州排行第15。瓦尔迪兹位于威廉王子海湾，是阿拉斯加最重要的港口，阿拉斯加输油管道从北冰洋油田启始经过一千多公里蜿蜒路程到达终点瓦尔迪兹码头，在这里将原油装船运输到美国本土进行石油提炼。瓦尔迪兹人口在阿拉斯加州排行第15。